# Pterolophia indistinctemaculata
Pterolophia indistinctemaculata là một loài bọ cánh cứng trong họ Cerambycidae.